# Resultados do Carnaval de Bragança Paulista em 2012
Resultados do Carnaval de Bragança Paulista em 2012. A vencedora do grupo especial foi a escola Nove de Julho que apresentou o enredo, Realidade ou Ilusão? 50 anos de uma paixão!

## Grupo Especial
| Colocação | Escola                 | Pontos | Nota      | Ref.  |
| --------- | ---------------------- | ------ | --------- | ----- |
| 1º        | Nove de Julho          | 299,75 |           | [ 2 ] |
| 2º        | Acadêmicos da Vila     | 295    |           | [ 2 ] |
| 3º        | Dragão Imperial        | 294,5  |           | [ 2 ] |
| 4º        | Império Jovem          | 292    |           | [ 2 ] |
| 5º        | Sociedade Fraternidade | 284    | Rebaixada | [ 2 ] |

## Grupo de acesso
| Colocação | Escola                  | Pontos | Nota      | Ref.  |
| --------- | ----------------------- | ------ | --------- | ----- |
| 1º        | Unidos do Lavapés       | 199,5  | Promovida | [ 2 ] |
| 2º        | Unidos de Águas Claras  | 195,5  |           | [ 2 ] |
| 3º        | Caprichosos Saada Nader | 193    |           | [ 2 ] |
| 4º        | Mocidade Júlio Mesquita | 190,75 |           | [ 2 ] |